# Козачковский, Андрей Осипович
 Андре́й О́сипович Козачко́вский (4 [16] августа 1812, Переяслав, Полтавская губерния — 8 [20] августа 1889, Переяслав, Полтавская губерния) — врач, друг поэта Тараса Шевченко.

## Биография
А. О. Козачковский родился 4 (16) августа 1812 год в Переяславе. Сын ректора Переяславской семинарии Осипа Козачковского и внук (по материнской линии) протоиерея Переяславского Вознесенского собора Фёдора Домонтовича, который также был в своё время ректором Переяславской семинарии и играл большую роль при первом Полтавском и Переяславском епископе Сильвестре.
Учился в Переяславской семинарии, а затем окончил Медико-хирургическую академию в Санкт-Петербурге (1835) — со званием «medicus primae classis» (лекарь первого класса). Служил врачом во флоте, с 1842 года — уездный врач в Курске, а с января 1844 года работал городским врачом в Переяславе.
Осенью 1841 года, будучи в Санкт-Петербурге, А. О. Козачковский познакомился и подружился с Тарасом Шевченко. Тот в августе 1845 года по заданию киевской Археографической комиссии при Киевском университете приехал в Переяслав и остановился у своего друга. Шевченко сделал ряд рисунков архитектурных и исторических памятников Переяслава, пейзажей близлежащих сёл. В конце октября того же года Шевченко вновь приехал в Переяслав и жил в доме Козачковского (с перерывами) до начала января 1846 года. Осень 1845 года, проведённую в доме Козачковского, шевченковеды считают периодом подлинного творческого взлёта Тараса Шевченко и называют Переяславской осенью Кобзаря: именно здесь поэт создаёт такие свои произведения, как поэмы «Наймичка» и «Кавказ», посвящение Шафарику для поэмы «Еретик», а в ночь на 25 декабря — знаменитое «Завещание» («Заповіт»).
Однажды Тарас Шевченко увидел, что Козачковский сажает возле своего дома деревья, и стал ему помогать. Друзья посадили «на згадку» в одну ямку два молодых саженца белой акации, сплетя их стволики между собой — в знак вечной дружбы; при этом Шевченко сказал: «Пусть роднятся все люди, как эти ветви». До сих пор у бывшего дома Козачковского растут две старые акации с тесно переплетёнными стволами; жители Переяслава берегут эти деревья как живых очевидцев великого Кобзаря.
После отъезда Тараса Шевченко из Переяслава А. О. Козачковский вёл с ним переписку. В 1847 года Шевченко, отбывавший в Орской крепости рекрутскую повинность, написал стихотворение «А. О. Козачковському». Козачковский также материально помогал сосланному поэту.
С 16 июля 1846 года А. О. Козачковский работал преподавателем медицины в Переяславской семинарии (до перевода её в Полтаву в сентябре 1862 года). В Переяславе зарекомендовал себя как общественный деятель. 
В 1859 году Шевченко, освобождённый в 1857 году из ссылки, вновь побывал на Украине. При этом он дважды — в июне и октябре — приезжал в Переяслав к Козачковскому. Козачковский сумел сохранить для будущих поколений значительную часть художественных произведений своего друга, а в начале 1874 года написал о нём воспоминания.
Умер А. О. Козачковский 8 (20) августа 1889 года в родном Переяславе.
18 апреля 2008 года в бывшем доме Козачковского был открыт Музей «Заповита» Т. Г. Шевченко.